# Bázispont
A bázispont a pénzügy területén használatos aritmetikai egység, a százalékpont 1/100-ad része. A bázispont leggyakoribb célja a százalékban kifejezett adatok különbségének megadása.
Általában a pénzügyi eszközök értékének, kamatának változását szokás bázispontban kifejezni. Másik felhasználási területe két pénzügyi termék értéke, kamata közötti különbség megnevezése.
Százalékban kifejezett adat változását azért nem célszerű százalékban kifejezni, mivel ekkor kétféleképpen is értelmezhető az eredmény. Amikor például 5,00%-os kamat 2%-os növekedéséről beszélünk, nem egyértelmű, hogy eredményként 5,10%-ra vagy 7,00%-ra gondoltunk.
Ugyanakkor, ha azt állítjuk, hogy az 5,00%-os kamat 10 bázisponttal emelkedett, egyértelmű, hogy 5,10% lett az új érték.
A százalékpontban, illetve bázispontban történő kifejezés közötti átváltás mértéke 100, pl. 0,5 százalékpont = 50 bázispont. Általában pénzügyi területen, leggyakrabban kamatok változásánál szokták használni: pl. az MNB 50 bázisponttal csökkentette az alapkamatot, 6,00%-ról 5,50%-ra.